# Щирець (річка)
Щире́ць (Щи́рка, Щерек, Щирок) — річка в Україні, в межах Львівського та Стрийського районів Львівської області. Ліва притока Дністра (басейн Чорного моря).

## Опис
Довжина 46 км, площа водозбірного басейну 434 км². Похил річки 1,5 м/км. Долина переважно трапецієподібна, між селами Демня, Дроговиж зливається з долиною Зубрі. У паводок частина стоку Зубрі надходить у Щирець. Річище звивисте, завширшки 6—10 м, глибина — 0,5—1,5 м. Використовується на промислові, побутові потреби, рибництво. Поблизу села Наварія в 1950-х роках перегороджена дамбою, яка утворила ставок — Глинна Наварія.

## Розташування
Річка бере початок у лісі між селами Оброшине і Лапаївка. Тече переважно з півночі на південь. Впадає у Дністер поблизу села Устя.
- Екологічний стан річки дуже незадовільний, оскільки вона протікає через багато населених пунктів (в її басейні розташовані місто Пустомити і селище Щирець).

## Притоки
- Найбільша притока — Ставчанка, права притока завдовжки 21 км.
- Малечковича - ліва притока, починається на околиці села Скнилів. Тече переважно на південний захід через село Сокільники і у с. Малечковичі впадає у Щирецьке Водосховище[1][2].

## Фотографії

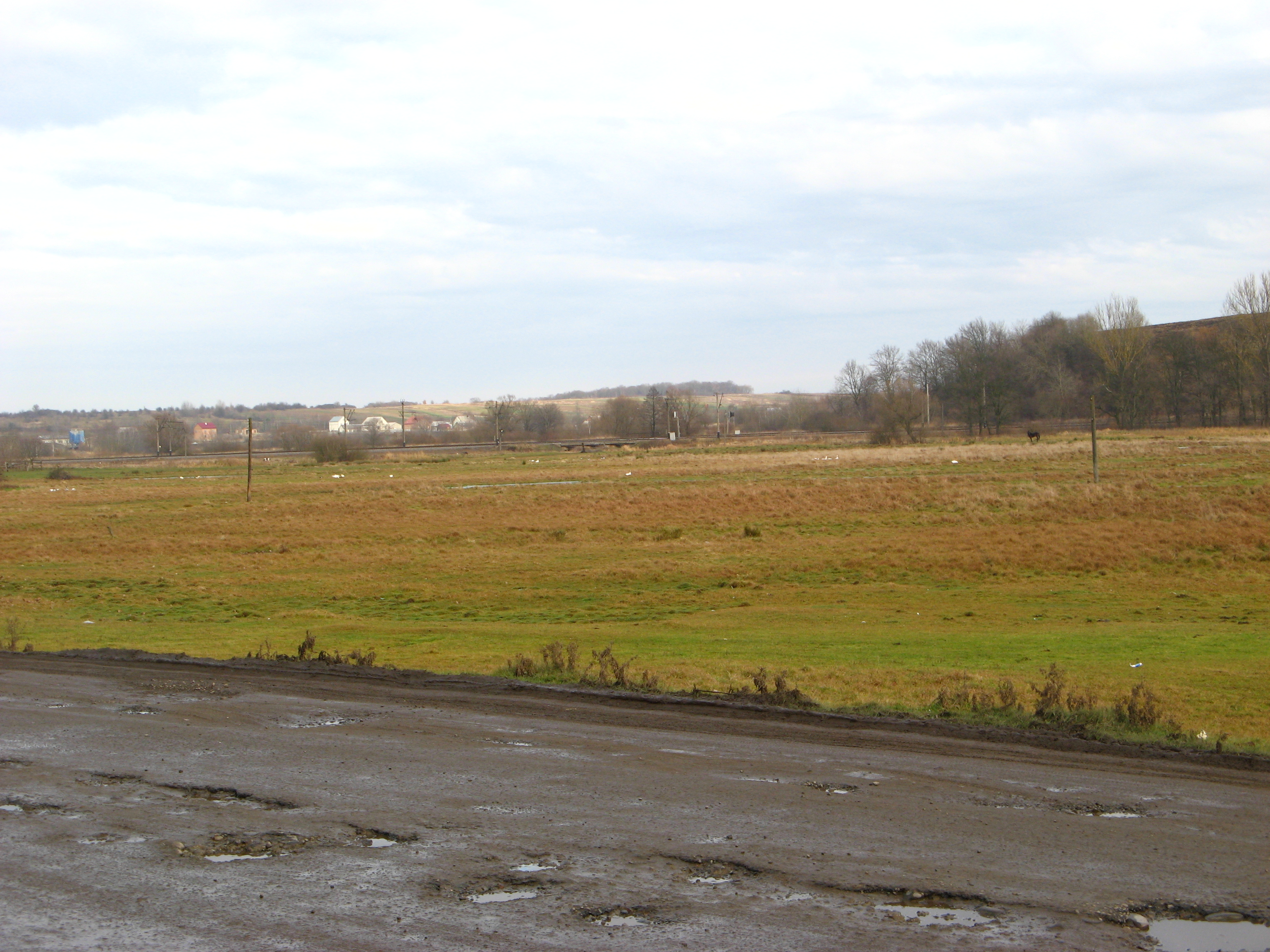
Долина Щирки (вдалині село Піски)
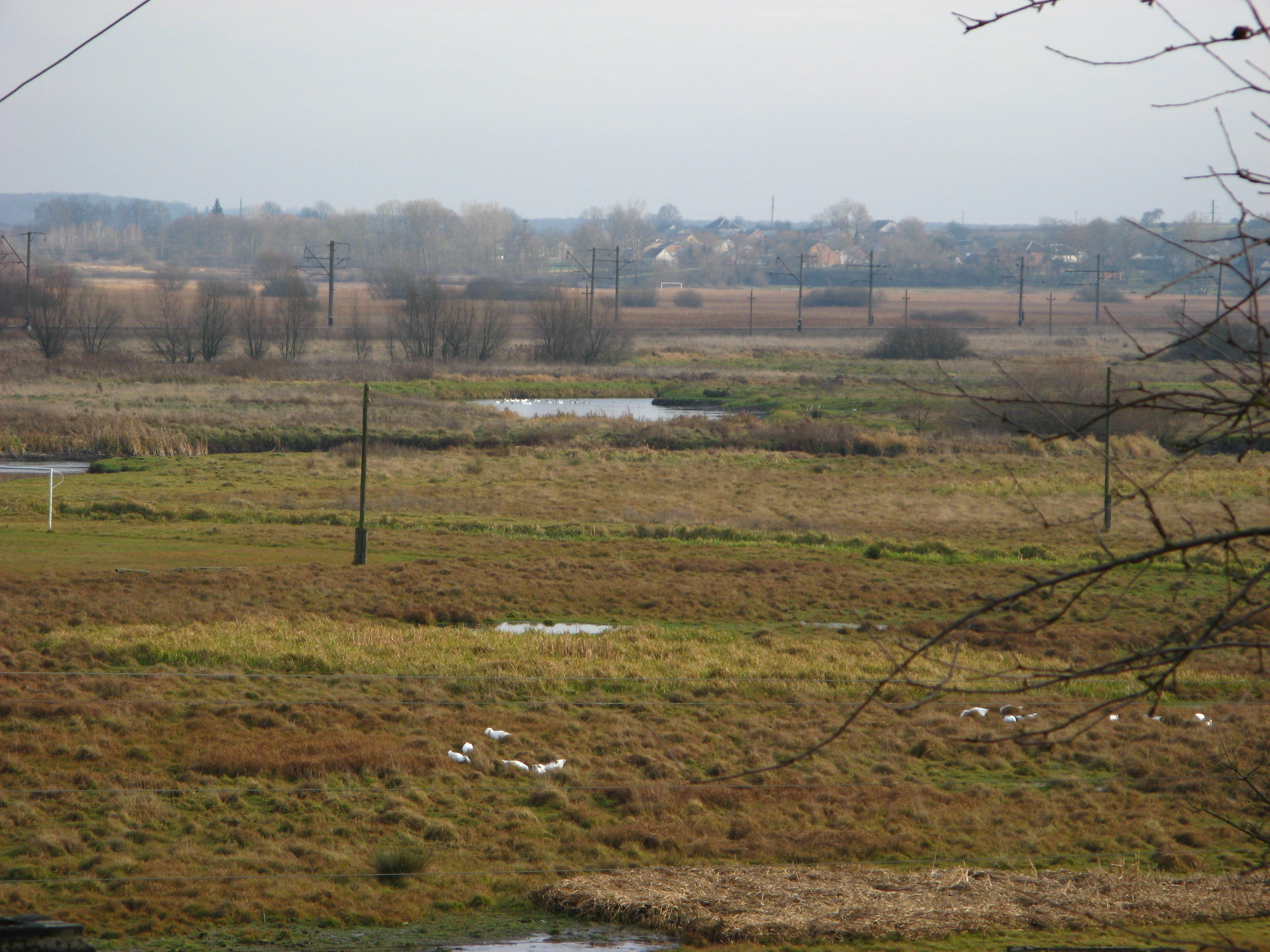
Долина Щирки (вдалині село Попеляни)
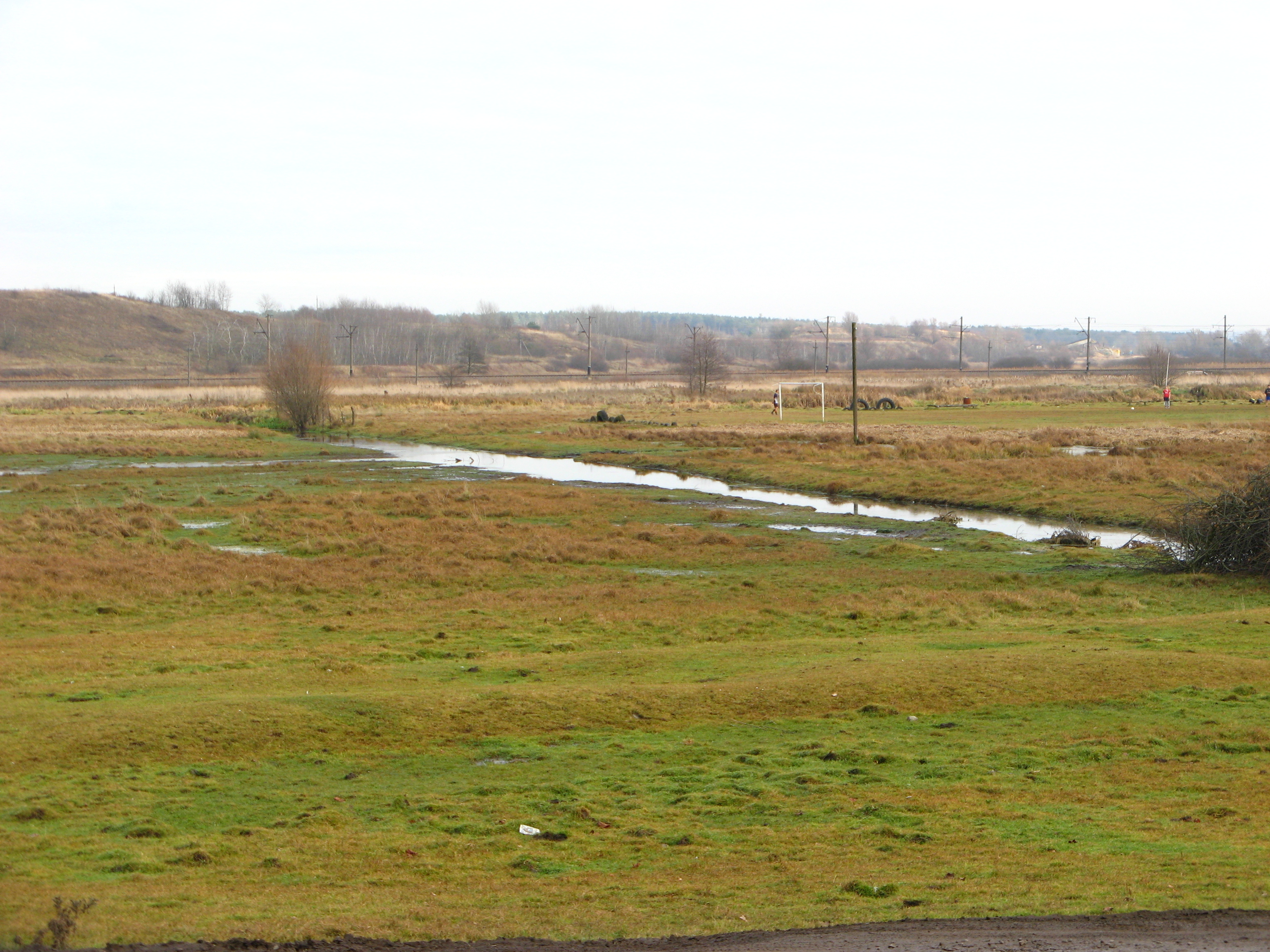
Стариця річки Щирки